# مدرة
المُدِرَّةُ (الاسم العلمي: Galega) هي جنس نباتي يتبع فصيلة البقولية من رتبة الفوليات.